# Nemanja Bjelica
Nemanja Bjelica (in serbo Немања Бјелица?; Belgrado, 9 maggio 1988) è un ex cestista serbo, professionista in NBA e in Europa.

## Caratteristiche tecniche
Giocatore di 2,09 metri, è nonostante l'altezza un buon passatore e tiratore dalla distanza. Estremamente versatile, può ricoprire il ruolo di ala piccola o grande, si notano le proprietà di palleggio,, grazie a cui può organizzare l'azione da playmaker, il tiro da 3 punti, e l'atletismo.

## Carriera

### Europa (2007-2015)

#### Traiskirchen Lions (2007-2008)
Nato a Belgrado, è un prodotto del vivaio di una delle società più importanti della città, il Partizan. Cominciò la sua carriera da professionista nel 2007 in Austria, militando nell'Arkadia Traiskirchen Lions, squadra nella prima serie del Campionato austriaco di pallacanestro. Con questa disputò in totale 27 partite.

#### Ritorno in patria: Stella Rossa Belgrado (2008-2010)
Nell'estate 2008 dopo una sola stagione in Austria ritornò in patria nella città natale, ma questa volta in sponda Stella Rossa Belgrado, richiesto dal tecnico Svetislav Pešić.
La sua prima annata in patria non lo vide molto protagonista, il suo minutaggio è piuttosto basso e le altre statistiche ne subiscono le conseguenze. Nella stagione 2009-10 è stato una pedina importante dello scacchiere di Pešić: in Lega Adriatica ha 24,8 minuti di media in campo con 8,8 punti, 7,4 rimbalzi, 3,3 assist e 0,4 stoppate a partita; in Eurocup cifre non molto dissimili. Il 6 marzo 2010 svolge la sua miglior prestazione contro l'Helios: 29 punti, 9 rimbalzi, 3 assist, 5 stoppate e 4/5 da tre punti.

#### Saski Baskonia (2010-2013)
Il 24 giugno 2010 viene chiamato al secondo giro del draft NBA, precisamente come 35ª scelta, dai Washington Wizards. Viene immediatamente scambiato ai Minnesota Timberwolves, nonostante ciò preferisce proseguire la sua carriera in Europa, e viene ingaggiato dal Saski Baskonia. Qui gioca una prima stagione da seconda linea, giocando 26 partite in Liga ACB (con 3 punti in 10 minuti a gara), e 10 in Eurolega, con statistiche inferiori. In aprile si frattura lo scafoide ed è costretto ad operarsi e a saltare i playoff di campionato.

#### Fenerbahçe Ülker (2013-2015)
Il 23 luglio 2013 firma un contratto triennale con il Fenerbahçe.
Bjelica vi rimase fino al 2015, ma giocando meglio nella seconda stagione (in questa disputa 29 partite in Eurolega con una media di 12,1 punti e 8,5 rimbalzi a partita). Alla fine della stagione vince il titolo di MVP dell'Eurolega.
A fine stagione esce dal contratto con un anno di anticipo per andare a giocare in NBA.

### NBA (2015-2022)

#### Minnesota Timberwolves (2015-2018)
Il 15 luglio 2015 firmò un contratto triennale, con opzione per il quarto anno, con la squadra dei Minnesota Timberwolves, andando così a giocare in NBA a 5 anni di distanza dalla chiamata al Draft NBA 2010. Debuttò con i T'Wolves nella gara inaugurale della stagione giocata allo Staples Center di Los Angeles contro i Lakers vinta 112-111. In questa Bjelica subentrò dalla panchina, mettendo a referto 8 punti e 5 rimbalzi nel tempo trascorso in campo.
Nell'arco della stagione disputò 60 partite (nessuna nel quintetto base), tenendo buone percentuali dal campo (46,8%), da 3 (38,4%) e ai tiri liberi (72,7%) e delle medie di 5,1 punti e 3,5 rimbalzi a partita.
Nella stagione successiva, il 14 novembre 2016 nella partita vinta 125-99 in casa contro i Los Angeles Lakers (la stessa squadra contro cui esordì in NBA), giocò per la prima volta da titolare. Nella stessa partita segnò il proprio career-high points in NBA segnando 24 punti. Dopo la pausa per l'All-Star Game 2017 inanellò delle ottime prestazioni tra cui quelle con avversari di rilievo come i San Antonio Spurs (12 punti), Golden State Warriors (in questo caso il serbo andò in doppia-doppia mettendo a referto 10 punti e 12 e rimbalzi) e Washington Wizards (dove andò nuovamente in doppia-doppia, questa volta con 16 punti e 10 rimbalzi). Tuttavia il 16 marzo 2017 Bjelica subì un infortunio alla caviglia contro i Boston Celtics che lo costrinse a terminare anzitempo la sua stagione.
Nella terza stagione giocò 67 partite (record), partendo più spesso nel quintetto base (21 volte), e giocò poi tutte e 5 le partite della squadra che ai play-off uscì al primo turno contro gli Houston Rockets.

#### Sacramento Kings (2018-2021)
Dopo varie voci secondo cui lui avesse firmato con i Philadelphia 76ers, tentennò dicendo prima di voler tornare in Europa, per poi trasferirsi ai Sacramento Kings.

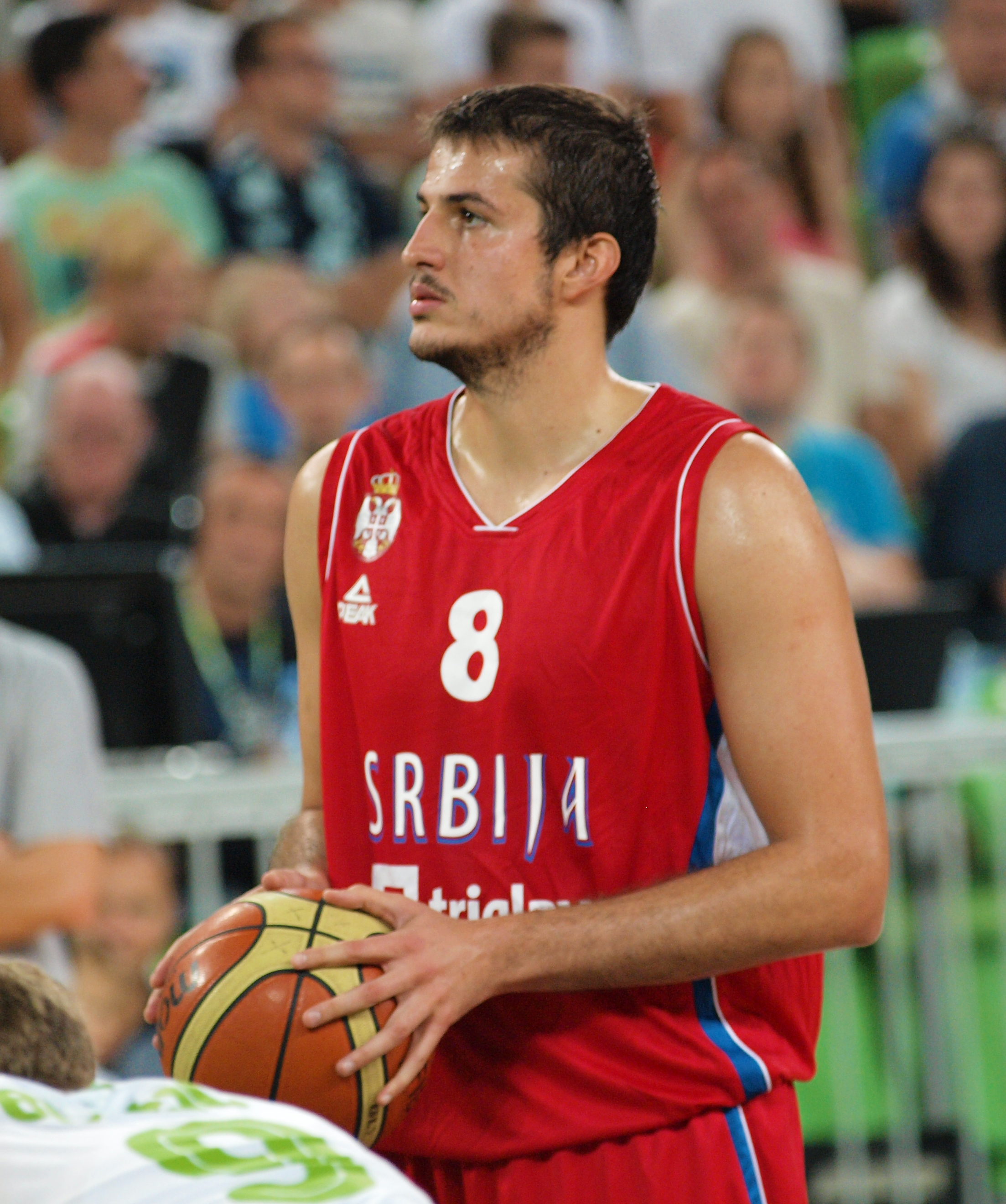
Nemanja Bjelica in azione con la canotta della Serbia

#### Miami Heat (2021)
In seguito alla risoluzione del suo contratto con i Sacramento Kings, il serbo firma con i Miami Heat, ma coach Erik Spoelstra non lo schiera con continuità, perciò dopo pochi mesi e alcuni infortuni, la squadra di South Beach lo rilascia. 

#### Golden State Warriors (2021-2022)
Nella stagione 2021-2022 gioca con i Golden State Warriors, dove ha ritrovato fiducia e minuti in uscita dalla panchina.

### Nazionale
Dopo una prima stagione positiva il coach della nazionale serba lo convoca per l'Europeo 2009, dove il suo minutaggio è costante sui 15-20 minuti a partita, mentre la partita in cui segna più punti è contro la Slovenia, con un bottino di 8 punti. Vinse la medaglia d'argento con la sua nazionale benché in finale non fosse riuscito ad incidere, dato che in finale non segnò alcun punto in 11 minuti.
Viene convocato per i Mondiali 2010. La sua partita migliore in questa rassegna è la grande vittoria 92-89 contro la Spagna, in cui realizza 14 punti in 14 minuti, con 2/2 da 2 punti, 3/3 da 3 punti. Chiude il Mondiale con 5,7 punti, 2,8 rimbalzi, il 78,2% da due punti, il 53,8% da tre punti in appena 14,9 minuti a partita.

## Statistiche

### NBA

#### Regular season
| Anno       | Squadra            | PG  | PT  | MP   | TC%  | 3P%  | TL%  | RP  | AP  | PRP | SP  | PP   |
| ---------- | ------------------ | --- | --- | ---- | ---- | ---- | ---- | --- | --- | --- | --- | ---- |
| 2015-2016  | Minnesota T'wolves | 60  | 0   | 17,9 | 46,8 | 38,4 | 72,7 | 3,5 | 1,4 | 0,4 | 0,4 | 5,1  |
| 2016-2017  | Minnesota T'wolves | 65  | 1   | 18,3 | 42,4 | 31,6 | 73,8 | 3,8 | 1,2 | 0,6 | 0,3 | 6,2  |
| 2017-2018  | Minnesota T'wolves | 67  | 21  | 20,5 | 46,1 | 41,5 | 80,0 | 4,1 | 1,3 | 0,7 | 0,2 | 6,8  |
| 2018-2019  | Sacramento Kings   | 77  | 70  | 23,2 | 47,9 | 40,1 | 76,1 | 5,8 | 1,9 | 0,7 | 0,7 | 9,6  |
| 2019-2020  | Sacramento Kings   | 72  | 67  | 27,9 | 48,1 | 41,9 | 82,1 | 6,4 | 2,8 | 0,9 | 0,6 | 11,5 |
| 2020-2021  | Sacramento Kings   | 26  | 1   | 16,9 | 46,0 | 29,3 | 76,2 | 3,8 | 1,9 | 0,3 | 0,1 | 7,2  |
| 2020-2021  | Miami Heat         | 11  | 2   | 14,2 | 43,5 | 37,0 | 55,6 | 2,5 | 1,8 | 0,6 | 0,3 | 5,0  |
| 2021-2022† | G.S. Warriors      | 71  | 0   | 16,1 | 46,8 | 36,2 | 72,8 | 4,1 | 2,2 | 0,6 | 0,4 | 6,1  |
| Carriera   | Carriera           | 449 | 162 | 20,4 | 46,6 | 38,4 | 75,9 | 4,6 | 1,8 | 0,6 | 0,4 | 7,6  |

#### Play-off
| Anno     | Squadra            | PG | PT | MP   | TC%  | 3P%  | TL%  | RP  | AP  | PRP | SP  | PP  |
| -------- | ------------------ | -- | -- | ---- | ---- | ---- | ---- | --- | --- | --- | --- | --- |
| 2018     | Minnesota T'wolves | 5  | 0  | 9,4  | 43,8 | 57,1 | 71,4 | 3,0 | 0,6 | 0,6 | 0,0 | 4,6 |
| 2021     | Miami Heat         | 2  | 0  | 15,0 | 45,5 | 50,0 | 66,7 | 2,5 | 1,0 | 1,0 | 0,5 | 9,0 |
| 2022†    | G.S. Warriors      | 15 | 0  | 10,0 | 52,9 | 37,5 | 57,1 | 2,1 | 1,1 | 0,3 | 0,1 | 2,9 |
| Carriera | Carriera           | 22 | 0  | 10,3 | 49,2 | 47,8 | 65,0 | 2,3 | 1,0 | 0,4 | 0,1 | 3,8 |

#### Massimi in carriera
- Massimo di punti: 34 vs Orlando Magic (13 gennaio 2020)[20]
- Massimo di rimbalzi: 17 vs Phoenix Suns (23 marzo 2019)
- Massimo di assist: 13 vs Los Angeles Lakers (13 agosto 2020)
- Massimo di palle rubate: 4 (2 volte)
- Massimo di stoppate: 4 (2 volte)
- Massimo di minuti giocati: 45 vs Utah Jazz (2 marzo 2018)

### Eurolega
| Anno      | Squadra        | PG  | PT | MP   | TC%  | 3P%  | TL%  | RP  | AP  | PRP | SP  | PP   |
| --------- | -------------- | --- | -- | ---- | ---- | ---- | ---- | --- | --- | --- | --- | ---- |
| 2010-2011 | Saski Baskonia | 13  | 2  | 9,0  | 25,0 | 22,2 | 50,0 | 1,7 | 0,5 | 0,2 | 0,0 | 1,2  |
| 2011-2012 | Saski Baskonia | 10  | 5  | 13,9 | 56,3 | 47,4 | 75,0 | 2,1 | 1,0 | 1,3 | 0,3 | 4,8  |
| 2012-2013 | Saski Baskonia | 26  | 9  | 23,1 | 45,9 | 31,0 | 74,1 | 4,8 | 1,3 | 1,0 | 0,3 | 9,9  |
| 2013-2014 | Fenerbahçe     | 24  | 18 | 25,1 | 47,4 | 41,6 | 84,6 | 6,1 | 2,2 | 1,0 | 0,4 | 10,4 |
| 2014-2015 | Fenerbahçe     | 29  | 20 | 27,8 | 50,0 | 35,1 | 68,4 | 8,5 | 1,9 | 1,3 | 0,7 | 12,1 |
| 2022-2023 | Fenerbahçe     | 7   | 0  | 8,5  | 40,0 | 16,7 | 40,0 | 2,1 | 0,9 | 0,3 | 0,1 | 2,7  |
| Carriera  | Carriera       | 109 | 54 | 21,3 | 47,4 | 35,5 | 71,3 | 5,3 | 1,5 | 1,0 | 0,4 | 8,6  |

## Palmarès

### Squadra
- Campionato NBA: 1

Golden State Warriors: 2022
- Campionato turco: 1

Fenerbahçe Ülker: 2013-14
- Coppa del Presidente: 1

Fenerbahçe Ülker: 2013

### Individuale
- Euroleague MVP: 1

Fenerbahçe Ülker: 2014-15
- All-Euroleague First Team: 1

Fenerbahçe Ülker: 2014-15